# WrestleMania 35
WrestleMania 35 fue la trigésima quinta edición de WrestleMania, evento pago por visión (PPV) de lucha libre profesional producido por la WWE. Tuvo lugar el 7 de abril de 2019, en el MetLife Stadium en la ciudad de Nueva Jersey, Nueva York. Este fue el segundo WrestleMania que se celebró en el MetLife Stadium de Nueva Jersey después de WrestleMania 29, en 2013. Esta edición fue la sexta celebrada en el área metropolitana de Nueva York, tras los WrestleManias I, X, XX, 29 y 2 (la cual se celebró en tres sitios diferentes).
Este evento contó con el primer evento principal en ser una lucha femenina en la historia de WrestleMania. En el mismo, Becky Lynch derrotó a la Campeona Femenina de Raw Ronda Rousey y la Campeona Femenina de SmackDown, Charlotte Flair, en un Winner Takes All match para ganar ambos títulos, convirtiéndose en una doble campeona. También fue el primer WrestleMania en no presentar a The Undertaker desde WrestleMania 2000. Wrestlemania 35 tuvo críticas mixtas pero principalmente negativas debido a su escenografía tan simple así como su duración de más de 7 horas que hizo que los asistentes en vivo se sintieran agotados para ver el evento estelar de la velada. WrestleMania 35 tuvo también las últimas luchas en las carreras de Kurt Angle quien sería derrotado por Baron Corbin, Batista quien fue derrotado por Triple H para después anunciar en sus redes sociales su retiro como competidor en activo y el propio Triple H quien tres años después se retiró como luchador en activo debido a problemas cardíacos. Este WrestleMania también sería el último en realizarse en una sola noche.

## Producción

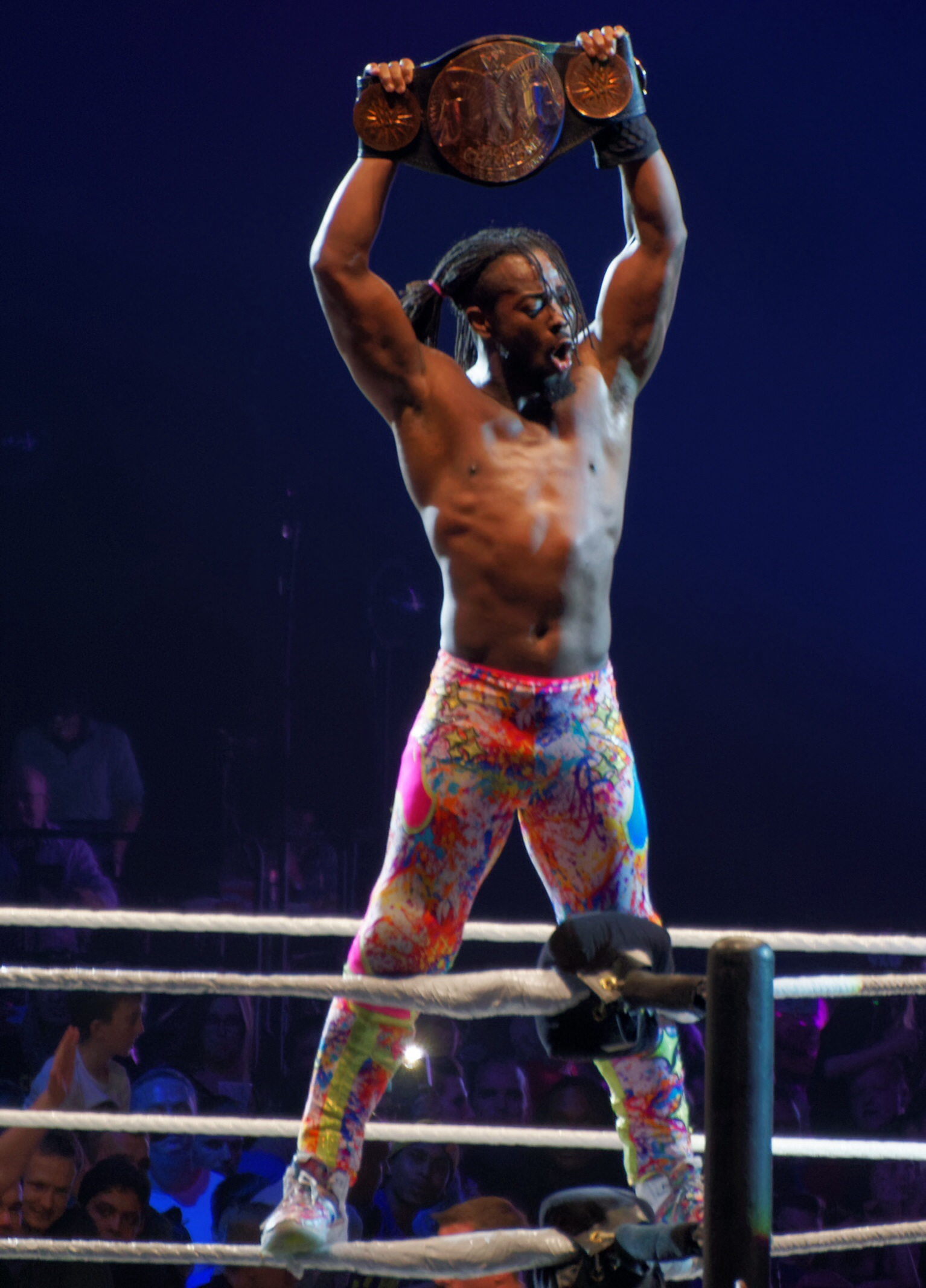
Kofi Kingston alzando el cinturón de campeón de Tag Team.

WrestleMania es considerado el evento insignia de la WWE, y ha sido descrito como el Super Bowl del entretenimiento deportivo.
El 5 de noviembre de 2018, comenzaron a venderse los paquetes de viaje para el evento; los boletos individuales se pusieron a la venta el 16 de noviembre de 2018, costando entre $ 35 y $ 2500.
En el episodio del 4 de marzo de Raw, Colin Jost y Michael Che de Saturday Night Live fueron anunciados como corresponsales especiales para el evento. La semana siguiente, se reveló que Alexa Bliss sería la anfitriona de WrestleMania 35. En el episodio del 18 de marzo de Raw, Elias anunció que actuaría en WrestleMania. El 26 de marzo, se anunció que Joan Jett interpretaría su canción «Bad Reputation», la música de entrada de Ronda Rousey, en vivo para la entrada al ring de Rousey. La estrella de la música gospel y presentadora de radio Yolanda Adams interpretó «America the Beautiful» para dar inicio a la cartelera principal de WrestleMania.

## Antecedentes

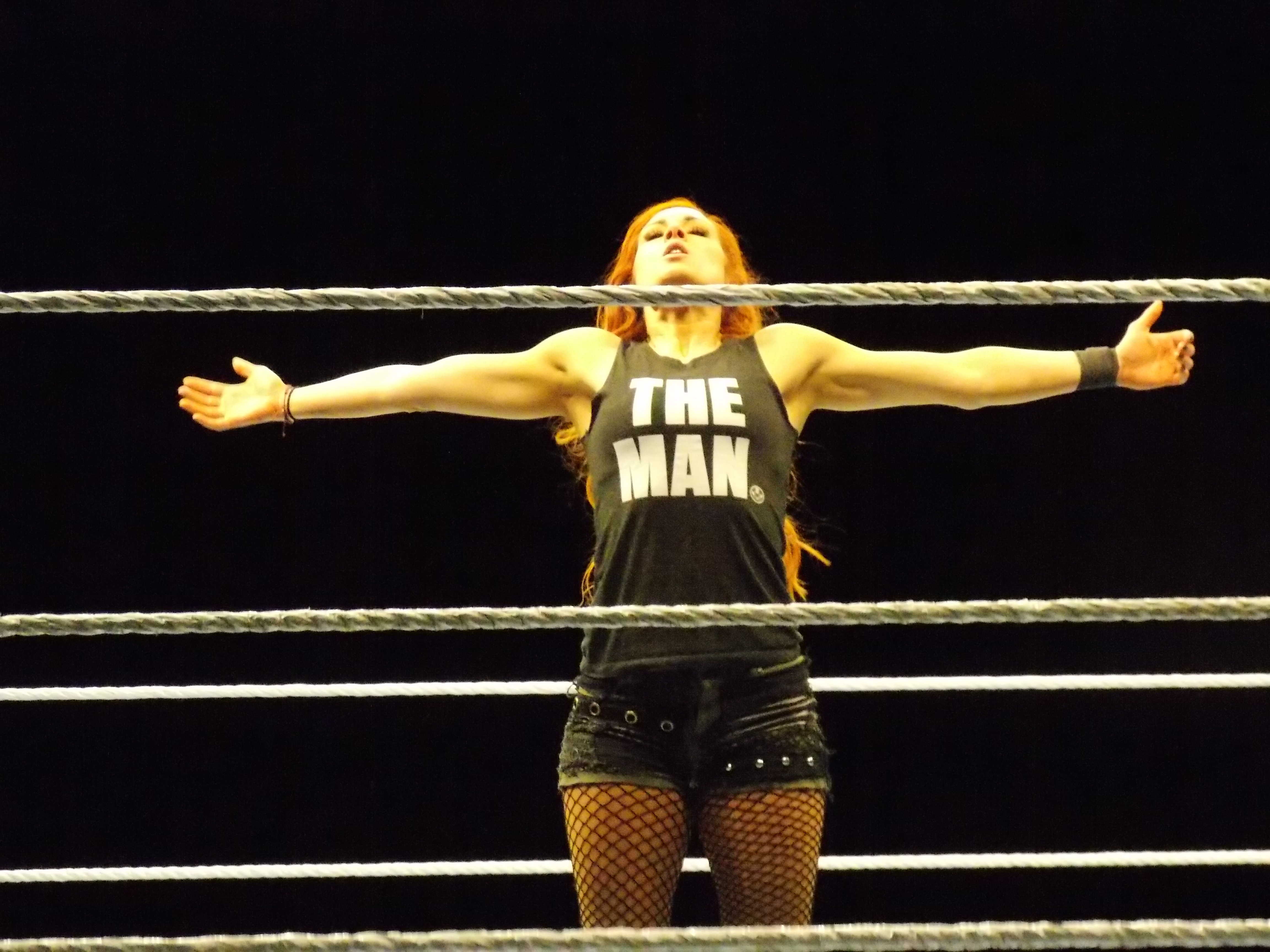
Becky Lynch ganó el Royal Rumble match femenino de 2019 y eligió enfrentarse a Ronda Rousey por el Campeonato Femenino de Raw en WrestleMania. Fue reemplazada por Charlotte Flair, pero finalmente fue reincorporada al combate al derrotar a Flair en Fastlane. Más tarde, Flair ganó el Campeonato Femenino de SmackDown, lo que hizo del combate un Winner Takes All match por ambos títulos.

En SummerSlam, Becky Lynch y Charlotte Flair participaron en un Triple Threat match por el Campeonato Femenino de SmackDown, que ganó Flair. Después del combate, Lynch atacó a Flair, terminando su amistad. Lynch derrotó a Flair por el campeonato en Hell in a Cell y continuaron peleando por el título durante los siguientes meses. En Survivor Series, originalmente se programó que Lynch se enfrentara a la Campeona Femenina de Raw Ronda Rousey en un combate de campeona contra campeona, pero fue reemplazada por Flair debido a una lesión legítima; durante el combate en el evento, Flair atacó brutalmente a Rousey con armas. En TLC: Tables, Ladders & Chairs, Rousey interfirió en el Tables, Ladders & Chairs match por el campeonato entre Lynch, Flair y Asuka, lo que le costó a Lynch y Flair el combate. Lynch no pudo recuperar el título en Royal Rumble, pero ganó el Royal Rumble match eliminando por último a Flair, a pesar de haberse lesionado la rodilla, y eligió enfrentarse a Rousey por el Campeonato Femenino de Raw en WrestleMania 35. Lynch luego rechazó un examen médico en la rodilla después de una pelea con Flair en SmackDown. Stephanie McMahon le dio a Lynch un ultimátum: que haga que le examinen la rodilla o la suspendan hasta que lo haga. Lynch aun así se negó y fue suspendida indefinidamente. El siguiente Raw, se reveló que Lynch había mandado examinar la rodilla y que fue habilidada, por lo que fue levantada su suspensión, pero Mr. McMahon revocó la decisión y suspendió a Lynch por 60 días y la reemplazó con Flair en WrestleMania. Durante el siguiente par de semanas, Lynch continuó rompiendo su suspensión y atacó a Rousey tanto físicamente como en Twitter. Tras los pedidos de Rousey, la suspensión de Lynch fue levantada en el episodio del 4 de marzo de Raw. En Fastlane, Lynch derrotó a Flair por descalificación cuando Rousey atacó a Lynch y, como resultado de la estipulación previa de la lucha, fue agregada de nuevo al combate por el campeonato en WrestleMania. Más tarde se anunció que este combate se convertiría en el primer combate femenino en ser el evento principal de WrestleMania. En el episodio del 26 de marzo de SmackDown, Flair derrotó a Asuka para ganar el Campeonato Femenino de SmackDown (quien dicho hubiera entregado por Mandy Rose - según Dave Metzler). En el siguiente episodio de Raw, Stephanie anunció que ambos títulos estarían en juego, lo que hace que la ganadora del combate se lleve ambos.

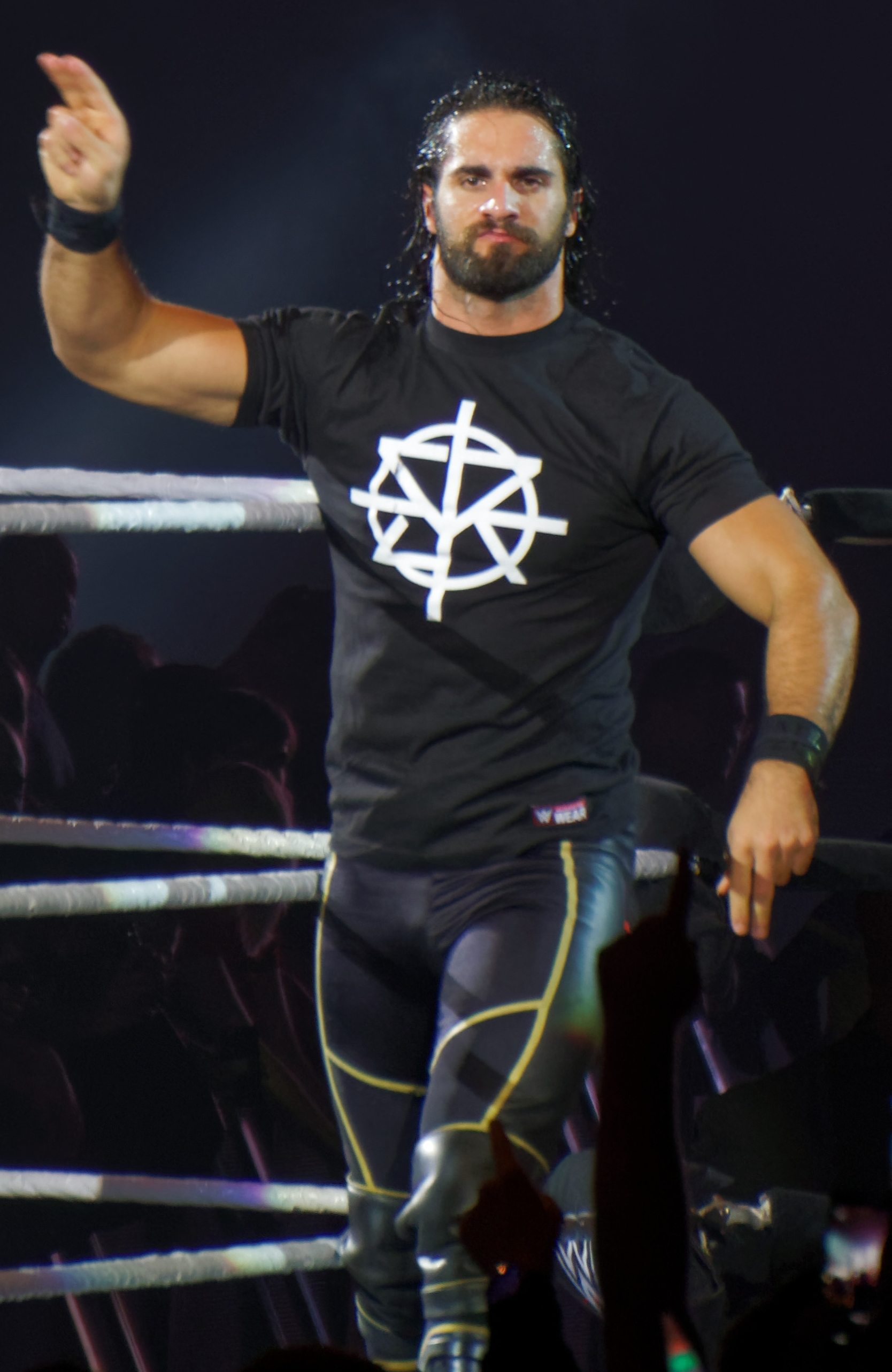
Seth Rollins ganó el Royal Rumble match masculino de 2019 y eligió enfrentar a Brock Lesnar por el Campeonato Universal de la WWE en WrestleMania 35.

En Royal Rumble, Seth Rollins ganó el Royal Rumble match masculino, ganando así un combate por el campeonato mundial de su elección en WrestleMania 35. La noche siguiente en Raw, a Rollins le fue dado hasta el final de la noche para elegir a qué campeón quería enfrentarse. Más tarde, después de que el mánager del Campeón Universal de la WWE Brock Lesnar, Paul Heyman, trató de desalentar a Rollins de desafiar a Lesnar por el título, Rollins confrontó a Lesnar, lo que resultó en una pelea. Posteriormente, se anunció que Rollins tomó la decisión de enfrentarse a Lesnar por el Campeonato Universal de la WWE en WrestleMania.

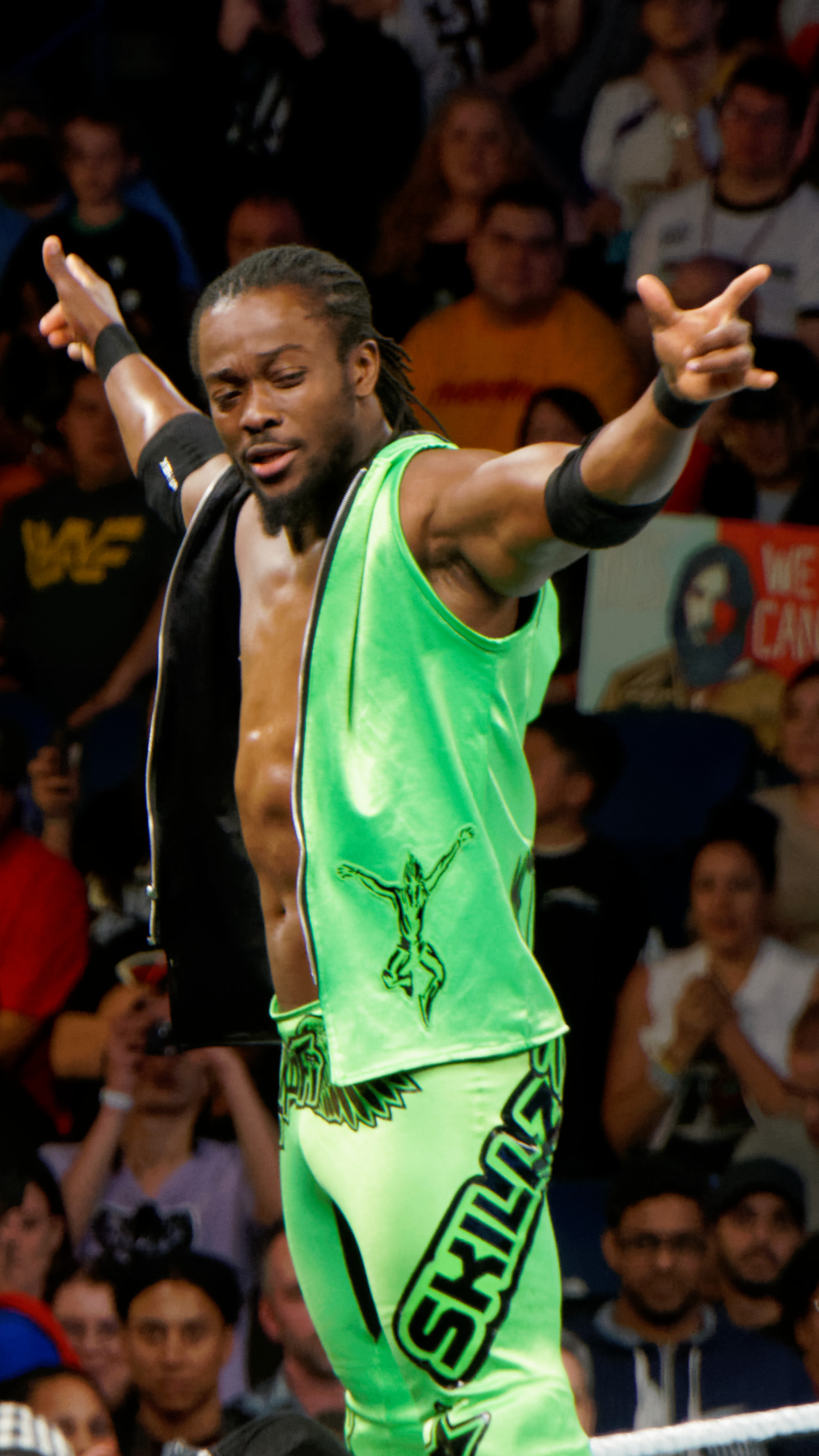
Después de varios intentos repetidos de Vince McMahon para evitar que el miembro de The New Day, Kofi Kingston (en la foto) tuviera una oportunidad por el Campeonato de la WWE, Big E y Xavier Woods, compañeros de Kingston, ganaron un Gauntlet match por equipos para asegurar el primer combate individual de Kingston por el Campeonato de la WWE en WrestleMania 35 contra Daniel Bryan.

En el episodio del 12 de febrero de SmackDown, Kofi Kingston fue un reemplazo de último minuto por Mustafa Ali, quien se encontraba lesionado, en un Gauntlet match para determinar quién entraría por último en el Elimination Chamber match por el Campeonato de la WWE en Elimination Chamber; Kingston cubrió al Campeón de la WWE Daniel Bryan y duró más de una hora antes de ser eliminado. En Elimination Chamber, Bryan retuvo el título en el combate homónimo, con Kingston siendo el último luchador eliminado. En el siguiente episodio de SmackDown, a Kingston se le otorgó un combate por el Campeonato de la WWE en Fastlane después de cubrir a Bryan en un combate por equipos. La semana siguiente, sin embargo, Mr. McMahon reemplazó a Kingston con Kevin Owens, quien hacía su regreso, diciendo que era «más merecedor». En Fastlane, The New Day (Kingston, Big E y Xavier Woods) confrontaron a Mr. McMahon, quien programó un Triple Threat match el título. Sin embargo, Kingston fue puesto en un Handicap match contra The Bar (Cesaro & Sheamus) y perdió, mientras que Bryan retuvo el título en su combate respectivo. En el siguiente episodio de SmackDown, The New Day nuevamente confrontó a Mr. McMahon, quien dijo que Kingston tendría que ganar un Gauntlet match para recibir un combate por el Campeonato de la WWE en WrestleMania 35. La semana siguiente, Kingston ganó el Gauntlet match, pero Mr. McMahon lo obligó a luchar también contra el campeón de la WWE Daniel Bryan, quien derrotó al agotado Kingston. En el episodio del 26 de marzo, The New Day una vez más confrontó a Mr. McMahon, quien decidió que si Big E y Woods ganaban un Gauntlet match de equipos, Kingston recibiría el combate por el campeonato. Big E y Woods ganaron después de anotar una victoria por cuenta fuera sobre sus oponentes finales, Bryan y Rowan, asegurando así el combate por el Campeonato de la WWE de Kingston contra Bryan en WrestleMania.
En el episodio del 19 de febrero de 205 Live, el gerente general Drake Maverick programó un torneo de eliminación individual de ocho hombres con el ganador enfrentándose a Buddy Murphy para el Campeonato Peso Crucero de la WWE en WrestleMania 35. El torneo comenzó la semana siguiente. Tony Nese, Drew Gulak, Oney Lorcan y Cedric Alexander avanzaron a las semifinales al derrotar a Kalisto, The Brian Kendrick, Humberto Carrillo y Akira Tozawa, respectivamente. Nese y Alexander luego avanzaron a la final, que fue ganada por Nese.
En el especial de SmackDown 1000 el 16 de octubre de 2018, Batista, quien había luchado por última vez en la WWE en 2014, hizo una aparición para una reunión de Evolution. Durante el segmento, Batista elogió a su compañero de Evolution Triple H por haber hecho todo lo posible en el negocio de la lucha libre, excepto derrotarlo; durante la primera carrera de Batista en 2005, derrotó a Triple H en sus tres únicos combates entre sí. Los dos tuvieron un tenso cruce de miradas antes de abrazarse, aparentemente mostrando que no había mala voluntad entre los dos. Sin embargo, en el episodio del 25 de febrero de 2019 de Raw, donde se planeó una celebración por el cumpleaños número 70 del miembro de Evolution Ric Flair, Flair no se presentó. La cámara luego mostró que Batista había atacado a Flair detrás del escenario, y Batista preguntó si Triple H tenía su atención. Triple H convocó a Batista para el episodio del 11 de marzo, donde Batista declaró que quería que su último combate fuera en sus propios términos. Desafió a Triple H a un combate en WrestleMania 35, y Triple H aceptó e hizo del combate un No Holds Barred match. En el episodio del 25 de marzo, Batista decidió que no se enfrentaría a Triple H a menos que Triple H pusiera su carrera en juego, a lo que Triple H aceptó.

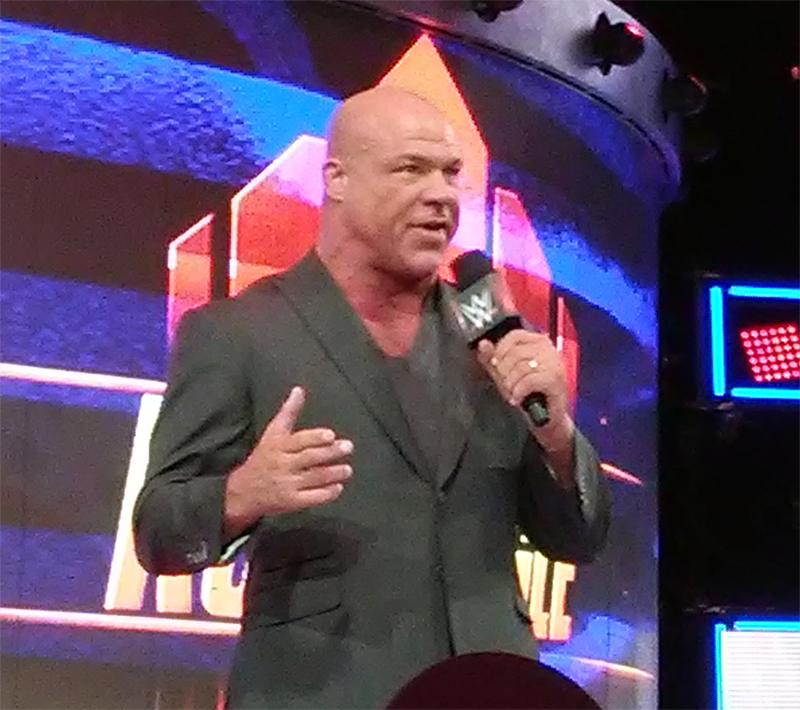
Kurt Angle tuvo su combate de despedida en WrestleMania 35 contra Baron Corbin.

En el episodio del 11 de marzo de 2019 de Raw, Kurt Angle comenzó su gira de despedida, culminando con su combate de despedida en WrestleMania 35. La semana siguiente, Angle eligió a Baron Corbin como su oponente final, y explicó que si bien había muchos oponentes a los que le hubiera gustado enfrentarse, Corbin era el único al que quería vencer. Corbin le había causado muchos problemas a Angle mientras Angle fue gerente general de Raw de 2017-2018, y eventualmente suplantó a Angle, convirtiéndose en gerente general interino de Raw hasta diciembre de 2018.
En Crown Jewel, Shane McMahon ganó la Copa Mundial de la WWE, reemplazando a The Miz en la final, quien se encontraba incapaz de competir debido a una pelea previa al combate. Después de esto, The Miz buscó formar un equipo en parejas con Shane, afirmando que podrían ser «el mejor equipo en parejas del mundo». Shane finalmente accedió hacer equipo, y los dos ganaron el Campeonato en Parejas de SmackDown en Royal Rumble, donde Shane hizo la cuenta de tres victoriosa. Perdieron los títulos en Elimination Chamber, y no los recuperaron en Fastlane; en ambos combates, The Miz fue quien recibió la cuenta de tres. Después de su encuentro en Fastlane, un decepcionado The Miz y Shane abrazaron al padre de The Miz, que estaba en la primera fila. Después de que Shane consoló a The Miz y su padre, Shane atacó a The Miz por detrás, volviéndose heel. En el siguiente episodio de SmackDown, Shane dijo que estaba cansado de que la gente lo usara. Dice que le gustó golpear a The Miz en Fastlane y quería volver a hacerlo en WrestleMania 35, y luego programó un combate entre él y Miz para el evento. En el episodio del 26 de marzo de SmackDown, The Miz desafió a Shane a hacer que el combate sea un Falls Count Anywhere match, a lo que Shane estuvo de acuerdo.
Durante varias semanas, AJ Styles y Randy Orton se encontraron en segmentos tras bastidores en SmackDown, insultándose mutuamente. En Elimination Chamber, Orton eliminó a Styles del Elimination Chamber match por el Campeonato de la WWE. En Fastlane, después de que Orton atacó a Elias por detrás con un RKO, él mismo fue atacado por Styles, quien realizó un Phenomenal Forearm en Orton. En el siguiente episodio de SmackDown, Orton expresó su enojo con Styles refiriéndose a SmackDown como «la casa que AJ Styles construyó», ya que Orton comenzó su carrera en SmackDown en 2002 y tuvo mucho éxito, mientras que Styles, quien debutó en WWE en 2016, pasó la mayor parte de su carrera en el circuito independiente (1998-2016), con Orton también haciendo referencia al tiempo de Styles en Ring of Honor y TNA Wrestling. Styles respondió que a Orton se lo había entregado todo debido al linaje de lucha libre de su familia, mientras que Styles tuvo que trabajar para ello. Styles eventualmente desafió a Orton a un combate en WrestleMania 35, que se hizo oficial.

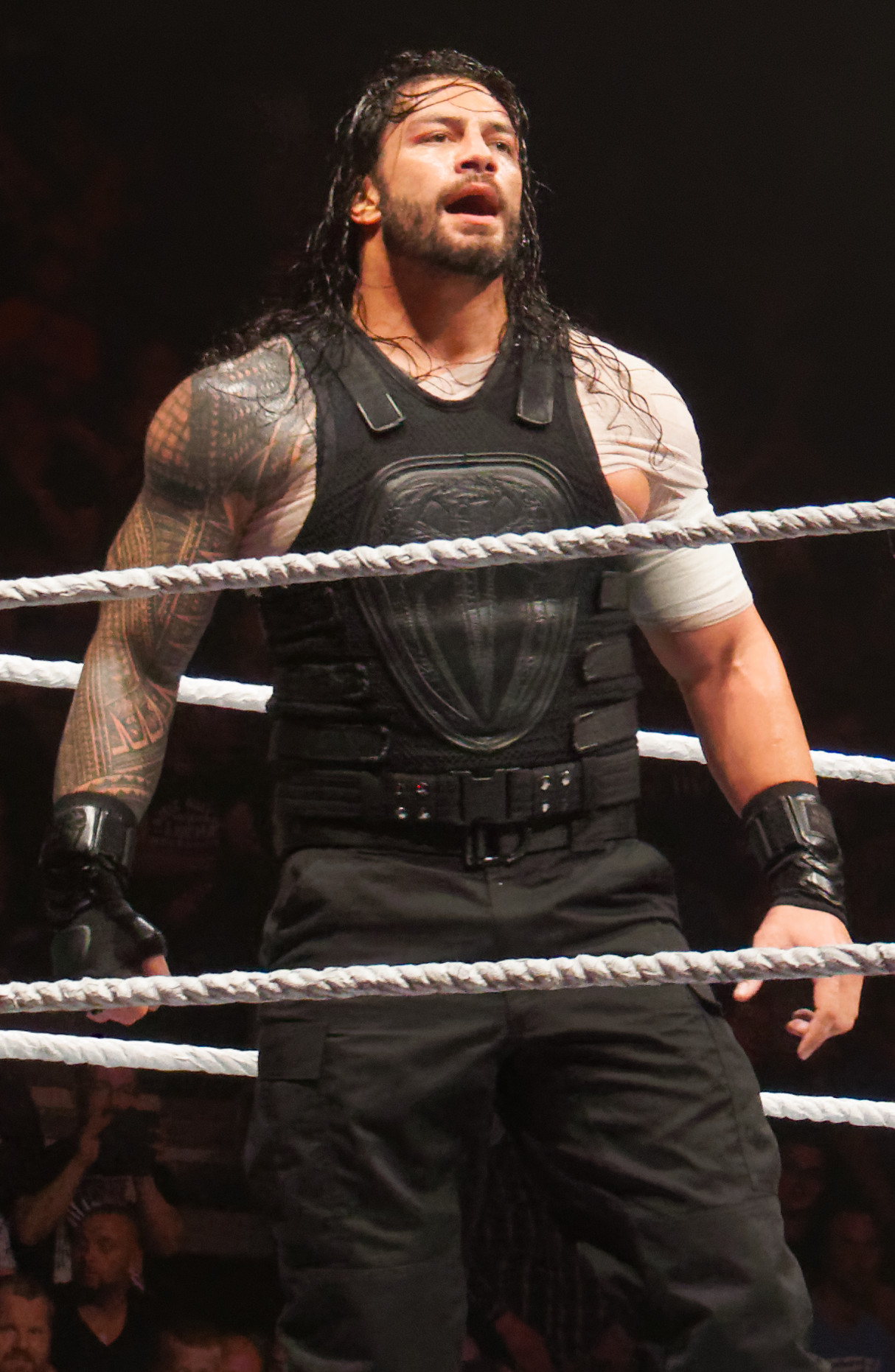
Desde su regreso de una leucemia, Roman Reigns (en la foto) fue hostigado constantemente por Drew McIntyre, quien había afirmado que había eliminado a todos los miembros de The Shield (Reigns, Seth Rollins y Dean Ambrose). McIntyre luego desafió a Reigns a un combate en WrestleMania 35.

En el episodio del 22 de octubre de 2018 de Raw, Roman Reigns entró en un retiro temporal debido a una leucemia. Regresó en el episodio del 25 de febrero de 2019 y explicó que su leucemia estaba en remisión y que regresaría a la acción. En Fastlane, Reigns, Dean Ambrose y Seth Rollins se reunieron por última vez como The Shield y derrotaron al equipo del Baron Corbin, Bobby Lashley y Drew McIntyre, y The Shield realizó su Triple Powerbomb característica en McIntyre a través de una mesa de transmisión. La noche siguiente en Raw, Reigns, que no había competido en Raw en cinco meses, tenía previsto enfrentarse a Corbin, pero McIntyre atacó a Reigns antes del combate. Posteriormente, Ambrose se enfrentó a McIntyre en un Falls Count Anywhere match. La semana siguiente, McIntyre desafió a Reigns a un combate en WrestleMania 35 y luego derrotó a Rollins esa noche. En el episodio del 25 de marzo, después de que McIntyre mencionó la leucemia y la familia de Reigns, Reigns aceptó el desafío.
En el episodio del 4 de marzo de Raw, Braun Strowman tuvo una confrontación tras bastidores con Colin Jost y Michael Che de Saturday Night Live, donde Jost cuestionó la legitimidad de la lucha libre profesional, lo que provocó que Strowman lo ahorcara brevemente. La semana siguiente, el dúo intentó disculparse con Strowman regalándole un auto nuevo, pero Strowman lo destruyó. En el episodio del 18 de marzo, el anual André the Giant Memorial Battle Royal se confirmó oficialmente cuando Strowman se convirtió en el primero en anunciar su participación. La semana siguiente, mientras eran entrevistados por Alexa Bliss, Strowman desafió a Jost a entrar en el combate. Che aceptó en nombre de Jost, y Jost a su vez también acordó que Che entraría. Como anfitriona de WrestleMania 35, Bliss oficializó que tanto Jost como Che serían participantes en el combate.
En Fastlane, Samoa Joe retuvo el Campeonato de los Estados Unidos en un Fatal Four-Way match al hacer que Rey Mysterio quedara inconsciente al Coquina Clutch. En el siguiente episodio de SmackDown, Mysterio cubrió a Joe en un combate por equipos. La semana siguiente, Joe fue programado para defender el campeonato contra Mysterio en WrestleMania 35.
Después de convertirse en las titulares inaugurales del Campeonato Femenino en Parejas de la WWE en Elimination Chamber, The Boss 'n' Hug Connection (Bayley & Sasha Banks) declararon que defenderían los títulos en Raw, SmackDown y NXT. Después de retener el campeonato contra Nia Jax & Tamina en Fastlane, por lo que recibieron un ataque posterior de Jax y Tamina, The IIconics (Billie Kay & Peyton Royce) convocaron a las campeonas en el episodio del 12 de marzo de SmackDown. La semana siguiente en Raw, Beth Phoenix salió de su retiro para reformar su equipo con Natalya para competir por el campeonato en WrestleMania 35. En SmackDown, la noche siguiente, The IIconics derrotó a The Boss 'n' Hug Connection en un combate no titular. La semana siguiente, después de afirmar que defenderían los títulos contra cualquiera, se programó que The Boss 'n' Hug Connection defendiera los títulos contra Jax & Tamina, Natalya & Phoenix, y The IIconics en un Fatal Four-Way match de equipos en WrestleMania.
En Elimination Chamber, Finn Bálor derrotó a Bobby Lashley y Lio Rush en un 2-on-1 Handicap match para ganar el Campeonato Intercontinental de Lashley. Lashley ganó el título nuevamente en el episodio del 11 de marzo de Raw gracias a la asistencia de Rush. En el episodio del 25 de marzo, Bálor estaba originalmente programado para enfrentar a Lashley y Rush en un Handicap match en el que si ganaba, recibiría un combate por el título en WrestleMania 35, pero como Rush no tenía autorización médica, Jinder Mahal hizo equipo con Lashley. Bálor derrotó a Lashley y Mahal para ganar un combate de campeonato contra Lashley en WrestleMania.
En el episodio del 26 de marzo de SmackDown, los Campeones en Parejas de SmackDown The Usos (Jey Uso & Jimmy Uso) participaron en el Gauntlet match en el que The New Day (Big E & Xavier Woods) fueron puestos, pero The Usos abandonaron voluntariamente el combate en señal de respeto a The New Day, con quienes se habían enfrentado por el campeonato previamente. En el episodio del 2 de abril de SmackDown, la anfitriona de WrestleMania 35, Alexa Bliss, informó a The Usos que, si bien era honorable, habría repercusiones por haber abandonado el Gauntlet match contra The New Day. Luego programó a The Usos para defender el Campeonato en Parejas de SmackDown en un Fatal Four-Way match por parejas contra The Bar (Cesaro & Sheamus), Aleister Black & Ricochet, y Rusev & Shinsuke Nakamura en WrestleMania.
En el episodio del 1 de abril de Raw, The Revival (Dash Wilder & Scott Dawson) retuvo el Campeonato en Parejas de Raw contra Aleister Black & Ricochet por cuenta fuera. Curt Hawkins & Zack Ryder desafiaron a los campeones a un combate por los títulos en WrestleMania 35, que se hizo oficial.

## Resultados
- Kick-Off: Tony Nese derrotó a Buddy Murphy y ganó el Campeonato Peso Crucero de la WWE (10:40).[50][51]
  - Nese cubrió a Murphy después de un «Running Knee».
- Kick-Off: Carmella ganó el WrestleMania Women's Battle Royal (10:30).[50][52]
  - Carmella eliminó finalmente a Sarah Logan, ganando la lucha.
  - Las otras participantes fueron (en orden de eliminación y quien la eliminó): Maria Kanellis (Moon), Candice LeRae (Asuka), Nikki Cross (Asuka), Naomi (Moon), Ember Moon (Lana), Lana (Logan), Kairi Sane (Logan, Morgan y Riott), Ruby Riott (Brooke), Liv Morgan (Brooke), Zelina Vega (Rose y Deville), Dana Brooke (Deville), Mandy Rose (James), Mickie James (Deville), Sonya Deville (Asuka) y Asuka (Logan).
- Kick-Off: Curt Hawkins & Zack Ryder derrotaron a The Revival (Dash Wilder & Scott Dawson) y ganaron el Campeonato en Parejas de Raw (13:20).[50][53]
  - Hawkins cubrió a Dawson con un «Roll-up».
  - Esto significó el fin de la racha de derrotas de Hawkins de 269.
- Kick-Off: Braun Strowman ganó el André the Giant Memorial Battle Royal (10:20).[50][54]
  - Strowman eliminó finalmente a Colin Jost, ganando la lucha.
  - Los otros participantes fueron (en orden de eliminación y quien lo eliminó): Curtis Axel (Harper), Lince Dorado (Strowman), Tyler Breeze (Strowman), EC3 (Harper), Shelton Benjamin (Harper), Bo Dallas (Strowman), Heath Slater (O'Neil), Titus O'Neil (Ali), No Way Jose (Ali), Karl Anderson (Crews), Rhyno (Matt y Jeff), Bobby Roode (Matt), Gran Metalik (Mahal), Kalisto (Andrade), Chad Gable (Andrade), Konnor (Otis), Viktor (Tucker), Luke Gallows (Strowman), Otis (Strowman), Tucker (Strowman), Jinder Mahal (Strowman), Ali (Strowman), Harper (Strowman), Apollo Crews (Andrade), Andrade (él mismo), Matt Hardy (Strowman), Jeff Hardy (Strowman) y Michael Che (Strowman).
- Seth Rollins derrotó a Brock Lesnar (con Paul Heyman) y ganó el Campeonato Universal de la WWE (2:30).[55][56]
  - Rollins cubrió a Lesnar después de tres «Curb Stomp».
  - Antes de la lucha, Lesnar atacó a Rollins.
- AJ Styles derrotó a Randy Orton (16:20).[55][57]
  - Styles cubrió a Orton después de un «Phenomenal Forearm».
- The Usos (Jey Uso & Jimmy Uso) derrotaron a  Aleister Black & Ricochet, The Bar (Cesaro & Sheamus) y Shinsuke Nakamura & Rusev (con Lana) y retuvieron el Campeonato en Parejas de SmackDown (10:10).[55][58]
  - Jey cubrió a Sheamus después de un «Double Uso Splash».
- Shane McMahon derrotó a The Miz en un Falls Count Anywhere Match (15:30).[55][59]
  - Shane cubrió a The Miz después que The Miz le aplicara un «Superplex» a Shane desde un andamio sobre unas mesas y que Shane aterrizara encima de The Miz.
- The IIconics (Billie Kay & Peyton Royce) derrotaron a The Boss 'n' Hug Connection (Bayley & Sasha Banks) (c), The Divas of Doom (Natalya & Beth Phoenix) y Nia Jax & Tamina y ganaron el Campeonato Femenino en Parejas de la WWE (10:45).[55][60]
  - Kay cubrió a Bayley después de un «Glam Slam» desde la segunda cuerda de Phoenix.
- Kofi Kingston (con Big E & Xavier Woods) derrotó a Daniel Bryan (con Rowan) y ganó el Campeonato de la WWE (23:45).[55][61]
  - Kingston cubrió a Bryan después de un «Trouble in Paradise».
  - Durante la lucha, Rowan interfirió a favor de Bryan mientras que Big E & Woods interfirieron a favor de Kingston.
- Samoa Joe derrotó a Rey Mysterio y retuvo el Campeonato de los Estados Unidos (1:00).[55][62]
  - El árbitro detuvo el combate después de que Joe dejara inconsciente a Mysterio con un «Coquina Clutch».
- Roman Reigns derrotó a Drew McIntyre (10:10).[55][63]
  - Reigns cubrió a McIntyre después de un «Spear».
- Triple H derrotó Batista en un No Holds Barred Match (24:45).[55][64]
  - Triple H cubrió a Batista luego de golpearlo con un mazo procedido de un «Pedigree».
  - Si Batista hubiese ganado, Triple H debía retirarse de la lucha libre profesional.
  - Esta fue la última lucha de la carrera de Batista.
  - Este fue el último WrestleMania tanto de Batista como el de Triple H.
- Baron Corbin derrotó a Kurt Angle (6:05).[55][65]
  - Corbin cubrió a Angle después de un «End of Days».
  - Esta fue la última lucha en la carrera de Angle.
- Finn Bálor derrotó a Bobby Lashley (con Lio Rush) y ganó el Campeonato Intercontinental (4:05).[55][66]
  - Bálor cubrió a Lashley después de un «Coupe de Grâce».
- Becky Lynch derrotó a Ronda Rousey y Charlotte Flair y ganó el Campeonato Femenino de Raw y el Campeonato Femenino de SmackDown (21:30).[55][67]
  - Lynch cubrió a Rousey después de revertir un «Piper's Pit» en un «Roll-up».
  - Joan Jett & the Blackhearts interpretaron el tema de entrada de Rousey.
  - Este combate marcó el final de la racha invicta de Rousey.
  - Este fue el primer evento principal femenino en la historia de WrestleMania.

## Torneo por oportunidad por el Campeonato Peso Crucero
Pin=conteo de tres; Sub=rendición
|  | Primera ronda 205 Live (26/2/19 y 5/3/19) | Primera ronda 205 Live (26/2/19 y 5/3/19) | Primera ronda 205 Live (26/2/19 y 5/3/19) |                  |           | Semifinales 205 Live (12/3/19) | Semifinales 205 Live (12/3/19) | Semifinales 205 Live (12/3/19) |  |           | Final 205 Live (19/3/19) | Final 205 Live (19/3/19) | Final 205 Live (19/3/19) |  |
|  |                                           |                                           |                                           |                  |           |                                |                                |                                |  |           |                          |                          |                          |  |
|  |                                           |                                           |                                           |                  |           |                                |                                |                                |  |           |                          |                          |                          |  |
|  | Kalisto                                   |                                           |                                           |                  |           |                                |                                |                                |  |           |                          |                          |                          |  |
|  |                                           |                                           |                                           |                  |           |                                |                                |                                |  |           |                          |                          |                          |  |
|  | Tony Nese                                 | Tony Nese                                 | Pin                                       |                  |           |                                |                                |                                |  |           |                          |                          |                          |  |
|  | Tony Nese                                 | Tony Nese                                 | Pin                                       |                  | Tony Nese | Tony Nese                      | Pin                            |                                |  |           |                          |                          |                          |  |
|  |                                           |                                           |                                           |                  | Tony Nese | Tony Nese                      | Pin                            |                                |  |           |                          |                          |                          |  |
|  |                                           |                                           | Drew Gulak                                |                  |           |                                |                                |                                |  |           |                          |                          |                          |  |
|  | The Brian Kendrick                        |                                           |                                           |                  |           |                                |                                |                                |  |           |                          |                          |                          |  |
|  |                                           |                                           |                                           |                  |           |                                |                                |                                |  |           |                          |                          |                          |  |
|  | Drew Gulak                                | Drew Gulak                                | Sub                                       |                  |           |                                |                                |                                |  |           |                          |                          |                          |  |
|  | Drew Gulak                                | Drew Gulak                                | Sub                                       |                  |           |                                |                                |                                |  | Tony Nese | Tony Nese                | Pin                      |                          |  |
|  |                                           |                                           |                                           |                  |           |                                |                                |                                |  | Tony Nese | Tony Nese                | Pin                      |                          |  |
|  |                                           |                                           | Cedric Alexander                          |                  |           |                                |                                |                                |  |           |                          |                          |                          |  |
|  | Humberto Carrillo                         |                                           |                                           |                  |           |                                |                                |                                |  |           |                          |                          |                          |  |
|  |                                           |                                           |                                           |                  |           |                                |                                |                                |  |           |                          |                          |                          |  |
|  | Oney Lorcan                               | Oney Lorcan                               | Pin                                       |                  |           |                                |                                |                                |  |           |                          |                          |                          |  |
|  | Oney Lorcan                               | Oney Lorcan                               | Pin                                       | Oney Lorcan      |           |                                |                                |                                |  |           |                          |                          |                          |  |
|  |                                           |                                           |                                           |                  |           |                                |                                |                                |  |           |                          |                          |                          |  |
|  |                                           |                                           | Cedric Alexander                          | Cedric Alexander | Pin       |                                |                                |                                |  |           |                          |                          |                          |  |
|  | Akira Tozawa                              |                                           | Cedric Alexander                          | Cedric Alexander | Pin       |                                |                                |                                |  |           |                          |                          |                          |  |
|  |                                           |                                           |                                           |                  |           |                                |                                |                                |  |           |                          |                          |                          |  |
|  | Cedric Alexander                          | Cedric Alexander                          | Pin                                       |                  |           |                                |                                |                                |  |           |                          |                          |                          |  |
|  | Cedric Alexander                          | Cedric Alexander                          | Pin                                       |                  |           |                                |                                |                                |  |           |                          |                          |                          |  |
|  |                                           |                                           |                                           |                  |           |                                |                                |                                |  |           |                          |                          |                          |  |